# Bosnia ed Erzegovina ai Giochi della XXXII Olimpiade
La Bosnia ed Erzegovina ha partecipato ai Giochi della XXXII Olimpiade, che si sono svolti a Tokyo, Giappone, dal 23 luglio all'8 agosto 2021 (inizialmente previsti dal 24 luglio al 9 agosto 2020 ma posticipati per la pandemia di COVID-19) con sette atleti, quattro uomini e tre donne.
Si è trattato dell'ottava partecipazione di questo paese ai Giochi estivi.

## Delegazione
| Sport            | Uomini | Donne | Totale |
| ---------------- | ------ | ----- | ------ |
| Atletica leggera | 2      | 0     | 2      |
| Judo             | 0      | 1     | 1      |
| Nuoto            | 1      | 1     | 2      |
| Taekwondo        | 1      | 0     | 1      |
| Tiro             | 0      | 1     | 1      |
| Totale           | 4      | 3     | 7      |

## Atletica leggera
| Q | Qualificato al turno successivo per la posizione in qualificazione                                                           |
| q | Qualificato per il turno successivo per ripescaggio o, negli eventi su campo, conquistando la misura minima per qualificarsi |

Maschile
Eventi su pista e strada
| Atleta    | Evento      | Batteria  | Batteria  | Semifinale | Semifinale | Finale    | Finale    |
| Atleta    | Evento      | Risultato | Posizione | Risultato  | Posizione  | Risultato | Posizione |
| --------- | ----------- | --------- | --------- | ---------- | ---------- | --------- | --------- |
| Amel Tuka | 800 m piani | 1'45"48   | 2º Q      | 1'44"53    | 2º Q       | 1'45"98   | 6º        |

Eventi su campo
| Atleta      | Evento         | Qualifica | Qualifica | Finale | Finale    |
| Atleta      | Evento         | Misura    | Posizione | Misura | Posizione |
| ----------- | -------------- | --------- | --------- | ------ | --------- |
| Mesud Pezer | Getto del peso | 21,33     | 3º Q      | 20,08  | 11º       |

## Judo
Femminile
| Atleta       | Evento | Preliminari          | 16-esimi             | Ottavi               | Quarti               | Semifinali           | Ripescaggio          | Med. bronzo          | Finale               | Posizione       |
| Atleta       | Evento | Avversario Risultato | Avversario Risultato | Avversario Risultato | Avversario Risultato | Avversario Risultato | Avversario Risultato | Avversario Risultato | Avversario Risultato | Posizione       |
| ------------ | ------ | -------------------- | -------------------- | -------------------- | -------------------- | -------------------- | -------------------- | -------------------- | -------------------- | --------------- |
| Larisa Cerić | +78 kg | N.D.                 | Marenco V 10-00      | Kindzerska P 00-10   | Non qualificata      | Non qualificata      | Non qualificata      | Non qualificata      | Non qualificata      | Non qualificata |

## Nuoto
| Atleta         | Gara                        | Batterie | Batterie | Semifinali      | Semifinali      | Finale          | Finale          |
| Atleta         | Gara                        | Tempo    | Pos.     | Tempo           | Pos.            | Tempo           | Pos.            |
| -------------- | --------------------------- | -------- | -------- | --------------- | --------------- | --------------- | --------------- |
| Emir Muratović | 50 m stile libero maschili  | 22"91    | 42º      | Non qualificato | Non qualificato | Non qualificato | Non qualificato |
| Emir Muratović | 100 m stile libero maschili | 50"43    | 45º      | Non qualificato | Non qualificato | Non qualificato | Non qualificato |
| Lana Pudar     | 100 m farfalla femminili    | 58"32    | 19ª      | Non qualificata | Non qualificata | Non qualificata | Non qualificata |

## Taekwondo
Maschile
| Atleta       | Evento | Ottavi               | Quarti               | Semifinale           | Finale bronzo        | Classifica |
| Atleta       | Evento | Avversario Risultato | Avversario Risultato | Avversario Risultato | Avversario Risultato | Classifica |
| ------------ | ------ | -------------------- | -------------------- | -------------------- | -------------------- | ---------- |
| Nedžad Husić | -68 kg | Suzuki V 22–2        | Wael V 8–7           | Rashitov P 5–28      | Reçber P 13–22       | 5º         |

## Tiro a segno/volo
| Atleta            | Evento                                 | Qualificazione | Qualificazione | Finale          | Finale          |
| Atleta            | Evento                                 | Punteggio      | Classifica     | Punteggio       | Classifica      |
| ----------------- | -------------------------------------- | -------------- | -------------- | --------------- | --------------- |
| Tatjana Đekanović | Carabina 10 m aria compressa femminile | 613,2          | 47ª            | Non qualificata | Non qualificata |